# 江戸川大学
江戸川大学（えどがわだいがく、英語: Edogawa University）は、千葉県流山市駒木474番地に本部を置く日本の私立大学。1990年創立、1990年大学設置。大学の略称は江戸大。

## 概観

### 学風および特色
在校生には、1人につき1台のノートパソコンが入学後に配布されている。そして、コンピュータの基礎教育、文章教育、コミュニケーション教育（専門講師を招いて）を積極的に行っている。また、大学敷地内には無線LANも配置されており、インターネットが常時利用できる。
教員には小倉淳（マス・コミュニケーション学科教授）、西條昇（マス・コミュニケーション学科教授）、小林至（経営社会学科教授）、北原憲彦（経営社会学科教授）、斗鬼正一（現代社会学科教授）、仁志敏久（経営社会学科）など各分野において著名な人物が非常勤講師も含めて多い。同大学卒業生の専任教員もおり、学生との交流も盛んである。
それぞれの学科においての野外活動も多い。特に現代社会学科は専任教員の専門分野が幅広く、現代社会の諸相を野外活動（フィールドワーク）を軸に研究する学科として、江戸川大学の特色が生かされた学科である。

## 沿革

### 年表
- 1931年（昭和6年）4月22日 - 城東高等家政女学校を開校。
- 1932年（昭和7年）5月8日 - 江戸川高等家政女学校に改称。
- 1944年（昭和19年）3月24日 - 財団法人江戸川女子商業学校を設立。
- 1945年（昭和20年）3月31日 - 江戸川高等家政女学校を廃止。
- 1946年（昭和21年）2月28日 - 財団法人江戸川女子商業学校を財団法人江戸川高等女学校に改称。
- 1949年（昭和24年）4月1日 - 江戸川高等女学校を廃止。
- 1951年（昭和26年）3月1日 - 財団法人江戸川女子高等学校を学校法人江戸川学園に改組。
- 1989年（平成元年） - 大学設置認可。
- 1990年（平成2年）4月1日 -江戸川大学 開学（社会学部応用社会学科、マス・コミュニケーション学科）[1]
- 1997年（平成9年）4月 - 総合情報図書館が完成[2]。社会学部に環境情報学科増設。
- 1999年（平成11年）4月1日 - 社会学部の応用社会学科を人間社会学科に改称。
- 2000年（平成12年）4月1日 - 社会学部に経営社会学科を増設。
- 2002年（平成14年）4月1日 - 社会学部の環境情報学科を環境デザイン学科に改称。
- 2006年（平成18年）4月1日 - 社会学部人間心理学科、ライフデザイン学科、経営社会学科と、メディアコミュニケーション学部マス・コミュニケーション学科、情報文化学科に改組。社会学部人間社会学科、環境デザイン学科を学生募集停止。
- 2008年（平成20年）2月17日 - エクステンションセンターを流山おおたかの森駅前に移設[3]。
- 2012年（平成24年）4月1日 - 社会学部のライフデザイン学科を現代社会学科に改称。、
- 2013年（平成25年）9月 - 社会学部の環境デザイン学科を廃止。
- 2014年（平成26年）
  - 4月 - メディアコミュニケーション学部にこどもコミュニケーション学科を増設。
  - 5月21日 - 社会学部人間社会学科を廃止。

## 基礎データ

### 所在地
- 千葉県流山市駒木474番地

## 教育および研究

### 組織

#### 学部
- 社会学部
  - 人間心理学科
    - 公認心理師コース
    - 認定心理士コース
    - 認定心理士（心理調査）コース
      - 生理心理学分野
      - 社会心理学分野
      - 発達心理学分野
      - 認知心理学分野

  - 現代社会学科
    - 文化人類学・民俗学コース
    - 観光学・地域再生コース
    - 保護地域・環境学コース
    - 博物館・文化遺産コース
    - レジャー・スポーツマネジメントコース

  - 経営社会学科
    - 企業経営コース
    - 会計・金融ビジネスコース
    - ファッション・音楽ビジネスコース
    - スポーツビジネスコース
- メディアコミュニケーション学部
  - マス・コミュニケーション学科
    - コミュニケーションビジネスコース
    - ジャーナリズムコース
    - エンターテインメントコース

  - 情報文化学科
    - 情報システムコース
    - 国際コミュニケーションコース
    - 情報デザインコース

  - こどもコミュニケーション学科

#### 附属機関
- 江戸川大学国立公園研究所[広報 1]

## 学生生活

### 行事
- 4月：入学式
- 4月または5月：江戸川ウォーク
- 11月：駒木祭（）
- 3月：卒業式・卒業記念パーティー

## 大学関係者と組織

### 大学関係者一覧
教授
- 北原憲彦（社会学部経営社会学科教授、バスケットボール部部長）

客員教授
- 仁志敏久（元プロ野球選手、横浜DeNAベイスターズ二軍監督）

### 出身者
サッカー
- 赤星魁麻
- 菊谷篤資
- 船橋勇真

バスケットボール
- 保岡龍斗
- 小沼めぐみ
- 星田美歩
- 村上愛梨
- 須永麻美
- 樋口栞帆
- サンブ・アストゥ

芸能人・アナウンサー
- 下田武史
- 林家なな子
- 里村好美
- 湯浅知里
- 丸山夏鈴
- 木村香央里

## 施設

### アクセス
- 豊四季駅徒歩12分
- 流山おおたかの森駅徒歩18分またはスクールバス6分。
- 柏の葉キャンパス駅・柏駅より東武バスで梅林下車、徒歩5分。

## 対外関係

### 他大学との協定

#### 国内大学
- 放送大学[広報 2]

## 附属学校
- 江戸川短期大学(廃止)
- 江戸川学園おおたかの森専門学校
- 江戸川女子中学校・高等学校
- 江戸川学園取手中学校・高等学校
- 江戸川学園取手小学校

#### 広報等一次資料
1. ↑  江戸川大学国立公園研究所（2022年6月6日閲覧）
2. ↑  放送大学 平成28年度 単位互換案内